# 国府站 (中国铁路)
国府站，原名督署站，遗址位于今中華人民共和國江蘇省南京市长江路294号，是京市铁路的车站。1908年建成，1958年拆除，国府是国民政府的简称。本站距鼓楼站3.0公里，距中正街站1.8公里。

## 名称
此站最初称督署站，之后先后改名为总统府站、辎守府站、督军署站、上将军署站、国府站、维新站、新国民站，1949年后改名为长江路站。

## 车站结构
国府站有三条站线。1936年前扩大，与交通兵团连为一片。

## 功能
国府站是重要的交通枢纽，民国初年以来，此地附近道路逐渐密集。周边有总统府和国立中央大学等重要单位。京市铁路置有铁质小水车，将江水输送至国府站，再通过水管输送至总统府，供官员饮用。

## 事件
1912年1月1日，孙中山从上海站乘坐火车，至本站下车，换乘马车，至总统府就任临时大总统。